# Carl Theodor Schulz
Carl Theodor Schulz, född 5 april 1835 i Berlin, död 16 augusti 1914, var en tysk-norsk trädgårdsmästare. 
Schulz kom 1865 från botaniska trädgården i Hamburg som underträdgårdsmästare till den botaniska trädgården på Tøyen i Oslo, där han 1893 blev överträdgårdsmästare. Han var ofta anlitad som arrangör och domare vid trädgårdsutställningar. Han var vice ordförande i Havedyrkningens venner och ordförande i Kristiania gartnerforening.